# روزی می‌رسد که نباشی
"روزی می‌رسد وقتی نباشی" قسمت نخست فصل هفتم سریال تلویزیونی ژانر ترسناک و پسا رستاخیزی مردگان متحرک است که در تاریخ ۲۳ اکتبر ۲۰۱۶ از AMC پخش شد. این قسمت توسط اسکات ام. گیمپل به رشته تحریر درآمد و توسط اسکات ام. گیمپل کارگردانی شده است.

## بازخوردها

### انتقادات
قسمت فوق به طور کلی نظرات مثبت منتقدان را دریافت کرد و نقد های منفی اغلب به خاطر خشونت استفاده شده در این قسمت بود. راتن تومیتوز ، امتیاز ۶۶٪ درصدی با میانگین وزنی ۷٫۰۳ از ۱۰ ، بر اساس ۵۰ نقد را به قسمت فوق داد. اجماع کلی سایت چنین میگوید: فلاش بک این قسمت که با هدف بازپرداختی بر فصل گذشته تدارک دیده شده روند کندی دارد اما در نهایت به واسطه اعمال خشونت های سادیستی، آستانه تحمل هواداران سریال را به نهایت خودش میرساند.
این قسمت در سایت  Imdb نمره عالی ۹.۲ از ۱۰ دریافت کرد
مت فاولر از آی جی ان در بررسی خود به قسمت نخست فصل هفتم امتیاز ۶ از ۱۰ را ارائه داد. زک هندلن از ای. وی. کلاب با ارائه نمره سی، که پایین ترین درجه ممکن در وبسایت فوق است گفت: "این قسمت چنان احمقانه است که مخاطب را نیز احمق فرض میکند، دعا می کنید که احمق باشیم؛[..] مشخصا هواداران ضمن دریدن جامه های خود بابت مرگ یک شخصیت محبوب هنوز هم هفته آینده برمی گردند. "   امیلی فن در ورف از واکس نوشت: "من با بسیاری از قسمت های نهایی سریال مشکل داشتم - خصوصاً با شش قسمت پایانی فصل قبل که واقعاً وحشتناک بود - اما احتمالاً هنوز هم خودم را به عنوان" هوادار "این سریال میشناسم. دستکم تا امشب ".  برایان لوری از سی ان ان نیز با انتقاد از این اپیزود نوشت: "با این حال ، قابل تحسین ترین ویژگی های آن به طور فزاینده ای توسط ناملایمتی های قسمت فوق تحت‌الشعاع قرار گرفته است و آن را ناخوشایندتر جلوه می دهد – نه فقط در نشان دادن حد مرز بی رحمی های بشریت، بلکه با به بازی گرفتن مخاطبان خود."  جف استون از ایندی‌وایر در بررسی خود نوشت: "این قسمت خسته کننده بود و باعث می شد احساس بدی کنم. نه بابت احساساتی شدن ، بلکه بابت این که میتوانستم چیزی ارزشمند را تماشا کنم" "،   او قسمت قسمت فوق را در رده منفی D درجه بندی کرد.  کریستی تورکویست از اورگنین نیز نوشت: "تکان دهنده ترین مسئله این بود که تهیه کننده اجرایی و نویسنده قسمت اسکات ام. گیمپل و خالق کمیک های مردگان متحرک رابرت کرکمن ، حاضرند تا چه حدی از احساسات گرایی و پورن شکنجه پیشروند بروند." 
این اپیزود با رتبه ۸٫۴ در محدوده جمعیتی ۱۸-۴۹ ، با ۱۷٫۰۳ میلیون بازدیدکننده را به خود اختصاص داد. با کسب رتبه دوم این قسمت عنوان پربازدید سریال شب را به خود اختصاص داد. 